# Vilma Reis
Vilma Reis o Vilma Maria de Santos Reyes (Salvador de Bahía, 1969) es una socióloga y activista brasileña. Defensora de los derechos humanos, de las mujeres, personas negras y LGBT, ocupa desde 2015 el cargo de Defensora General de la Defensoría Pública del Estado de Bahía. Fue reconocida con la Medalla «Zumbi dos Palmares» por su lucha contra el racismo, el genocidio de la juventud negra y la defensa de la comunidad LGBT. Comenzó su militancia cuando tenía quince años. En el 2019 anunció su candidatura para el gobierno de la ciudad del Salvador.

## Obra académica
- Reis, V. (2005). Atucaiados pelo Estado: as políticas de segurança pública implementadas nos bairros populares de Salvador e suas representações (1991-2001).
- Vilma Reis (2007) Black Brazilian Women and the Lula Administration, NACLA Report on the Americas, 40:2, 38-41. DOI: 10.1080/10714839.2007.11722315.
- REIS, V. Estamos morrendo de racismo. Revista Muito. Salvador.
- REIS, V. M. D. S. (2001). Operação Beiru: A ação policial no combate à violência em uma comunidade da periferia de Salvador-Falam as Mães dos que “Tombaram”. Monografia de Bacharelado em Sociologia, Salvador, FFCH/UFBA.